# 梅子涵
梅子涵（1949年—），出生於上海，中国儿童文学作家，被称为中国儿童阅读推广第一人。现为上海师范大学儿童文学研究所所长、教授、儿童文学博士生导师。

## 生平
曾下乡当知青，在1977年高考恢复后考入上海师范大学，毕业后留校工作至今。2010年6月，上海师范大学还专门成立了梅子涵教授工作室。

## 著作
- 理论著作
  - 《儿童小说叙事式论》
  - 《阅读儿童文学》
  - 《相信童话》
  - 《梅子涵儿童文学论集》
  - 《中国儿童文学5人谈》
  - 《中国儿童阅读6人谈》
- 儿童文学作品
  - 《女儿的故事》
  - 《咖啡馆纪事》